# Swedish Open 2025 - Qualificazioni singolare maschile
Le qualificazioni del singolare maschile del Swedish Open 2025 sono state un torneo di tennis preliminare per accedere alla fase finale della manifestazione. I vincitori dell'ultimo turno sono entrati di diritto nel tabellone principale. In caso di ritiro di uno o più giocatori aventi diritto a questi sono subentrati i lucky loser, ossia i giocatori che hanno perso nell'ultimo turno ma che avevano una classifica più alta rispetto agli altri partecipanti che avevano comunque perso nel turno finale.

## Teste di serie
1. Filip Misolic (qualificato)
2. Thiago Seyboth Wild (primo turno)
3. Andrea Pellegrino (qualificato)
4. Vilius Gaubas (ultimo turno)

1. Thiago Monteiro (qualificato)
2. Luca Van Assche (primo turno)
3. Timofey Skatov (ultimo turno)
4. Viktor Durasovic (primo turno)

## Qualificati
1. Filip Misolic
2. Nicolai Budkov Kjær

1. Andrea Pellegrino
2. Thiago Monteiro

## Tabellone

### Sezione 1
|  | Primo turno | Primo turno      | Primo turno   | Primo turno | Primo turno |  |  | Ultimo turno | Ultimo turno  | Ultimo turno  | Ultimo turno | Ultimo turno |  |
|  |             |                  |               |             |             |  |  |              |               |               |              |              |  |
|  | 1           | Filip Misolic    | Filip Misolic | 6           | 6           |  |  |              |               |               |              |              |  |
|  |             | Radu Albot       | Radu Albot    | 4           | 3           |  |  | 1            | Filip Misolic | Filip Misolic | 7            | 6            |  |
|  | WC          | Olle Wallin      | 3             | 7           | 7           |  |  | WC           | Olle Wallin   | Olle Wallin   | 62           | 2            |  |
|  | 8           | Viktor Durasovic | 6             | 6           | 64          |  |  |              |               |               |              |              |  |

### Sezione 2
|  | Primo turno | Primo turno         | Primo turno         | Primo turno | Primo turno |  |  | Ultimo turno | Ultimo turno        | Ultimo turno | Ultimo turno | Ultimo turno |  |
|  |             |                     |                     |             |             |  |  |              |                     |              |              |              |  |
|  | 2           | Thiago Seyboth Wild | Thiago Seyboth Wild | 3           | 4           |  |  |              |                     |              |              |              |  |
|  | Alt         | Nicolai Budkov Kjær | Nicolai Budkov Kjær | 6           | 6           |  |  | Alt          | Nicolai Budkov Kjær | 3            | 7            | 6            |  |
|  | PR          | Pablo Llamas Ruiz   | Pablo Llamas Ruiz   | 6           | 6           |  |  | PR           | Pablo Llamas Ruiz   | 6            | 64           | 3            |  |
|  | 6           | Luca Van Assche     | Luca Van Assche     | 3           | 0           |  |  |              |                     |              |              |              |  |

### Sezione 3
|  | Primo turno | Primo turno       | Primo turno    | Primo turno | Primo turno |  |  | Ultimo turno | Ultimo turno      | Ultimo turno      | Ultimo turno | Ultimo turno |  |
|  |             |                   |                |             |             |  |  |              |                   |                   |              |              |  |
|  | 3           | Andrea Pellegrino | 6              | 63          | 6           |  |  |              |                   |                   |              |              |  |
|  |             | Daniel Michalski  | 3              | 7           | 2           |  |  | 3            | Andrea Pellegrino | Andrea Pellegrino | 6            | 6            |  |
|  |             | Sumit Nagal       | Sumit Nagal    | 2           | 4           |  |  | 7            | Timofey Skatov    | Timofey Skatov    | 3            | 2            |  |
|  | 7           | Timofey Skatov    | Timofey Skatov | 6           | 6           |  |  |              |                   |                   |              |              |  |

### Sezione 4
|  | Primo turno | Primo turno         | Primo turno         | Primo turno | Primo turno |  |  | Ultimo turno | Ultimo turno    | Ultimo turno | Ultimo turno | Ultimo turno |  |
|  |             |                     |                     |             |             |  |  |              |                 |              |              |              |  |
|  | 4           | Vilius Gaubas       | Vilius Gaubas       | 6           | 6           |  |  |              |                 |              |              |              |  |
|  | WC          | Ludvig Fredrik Hede | Ludvig Fredrik Hede | 1           | 2           |  |  | 4            | Vilius Gaubas   | 6            | 2            | 3            |  |
|  |             | Andrej Martin       | Andrej Martin       | 5           | 1           |  |  | 5            | Thiago Monteiro | 1            | 6            | 6            |  |
|  | 5           | Thiago Monteiro     | Thiago Monteiro     | 7           | 6           |  |  |              |                 |              |              |              |  |